# Blechnum meridense
Blechnum meridense là một loài thực vật có mạch trong họ Blechnaceae. Loài này được Klotzsch mô tả khoa học đầu tiên năm 1847.